# Lokomotiva 742
Lokomotivy řady 742 (původním označením T 466.2) byly v letech 1977 až 1986 vyráběny v lokomotivce ČKD Praha. Jedná se o čtyřnápravové motorové lokomotivy kapotového uspořádání s elektrickým přenosem výkonu, určené pro nákladní dopravu a posun, jejichž konstrukce vychází z řady 740.
Lokomotivy dostaly v provozu řadu přezdívek, často užívaných jen místně; z nich nejrozšířenější je zřejmě kocour nebo bangladéška/bangle (podle plánovaného exportu podobných lokomotiv do Bangladéše) nebo také včela podle uznání pracovitosti.

## Vznik a výroba
V polovině 70. let byl v Turčianských strojárnách (TS) v Martině dokončen vývoj nové dieselelektrické lokomotivy řady T 466.0 (později 735) a vzhledem k vážnému nedostatku středně výkonných motorových lokomotiv u ČSD ihned začala sériová výroba. Ta však přišla oproti původnímu plánu s několikaletým zpožděním a navíc podnik TS začal být čím dál více vytížen zbrojní výrobou na úkor výroby lokomotiv. Stavba zdokonalené řady T 466.1 navíc ani nebyla dokončena a situace už začala být neudržitelná, proto se dráhy rozhodly k náhradnímu řešení - v ČKD byla dojednána úprava hromadně vyráběné řady T 448.0 (740) pro průmysl a její výroba začala prakticky ihned; nové lokomotivy byly dodávány prakticky bez zkoušek do mnoha lokomotivních dep po celém Československu. 
Byly to poslední dieselové lokomotivy, jež v provozu přímo nahrazovaly parní lokomotivy, v období výroby též vytlačily z provozu většinu starších, méně spolehlivých strojů řad 725 a 726 s hydraulickým přenosem výkonu. Protože bylo s těmito lokomotivami počítáno pouze jako s přechodným typem do doby, než budou v ČKD vyvinuty zcela nové typy, původní plány zahrnovaly vyrobit nanejvýše 100 kusů těchto lokomotiv. Vzhledem k ne zcela zdařilé řadě 730 (která v mnoha ohledech z řady 742 vychází, např. díky shodnému motoru) ale byly doobjednávány stále další série a výroba pokračovala až do roku 1986. Skutečným nástupcem této řady se stala až řada 731, připravená do výroby teprve na sklonku 80. let. Celkem bylo v devíti sériích dodáno ČSD 453 lokomotiv, dalších 41 lokomotiv pak odebral československý průmysl. Jde tak o největší sérii lokomotiv jednoho typu, vyrobenou v ČKD pro tuzemsko. Jako na prvních motorových lokomotivách v Československu na nich bylo zkoušeno dvojčlenné řízení, prvními byla v roce 1978 děčínská dvojice lokomotiv T 466.2047 a 048, později byly zásuvky dvojčlenného řízení montovány na všechny nově vyrobené lokomotivy počínaje druhou sérií (od inv. č. 061). Tímto způsobem mohly nahradit i výkonnější stroje řad 751, 753 nebo 781, navíc díky nižší nápravové hmotnosti mohly jezdit i po tratích s lehčím svrškem, kam těžké lokomotivy např. řady 781 ani neměly přechodnost.

## Technický popis
V mechanické části je lokomotiva téměř shodná s výchozí řadou 740; největším rozdílem je nový odlehčený hlavní rám, který umožnil snížit celkovou hmotnost z původních 72 na 64 tun v souladu s požadavkem na zlepšení přechodnosti. Taktéž jsou při vnějším pohledu patrné zakrytované vzduchojemy v bočních partiích rámu. 

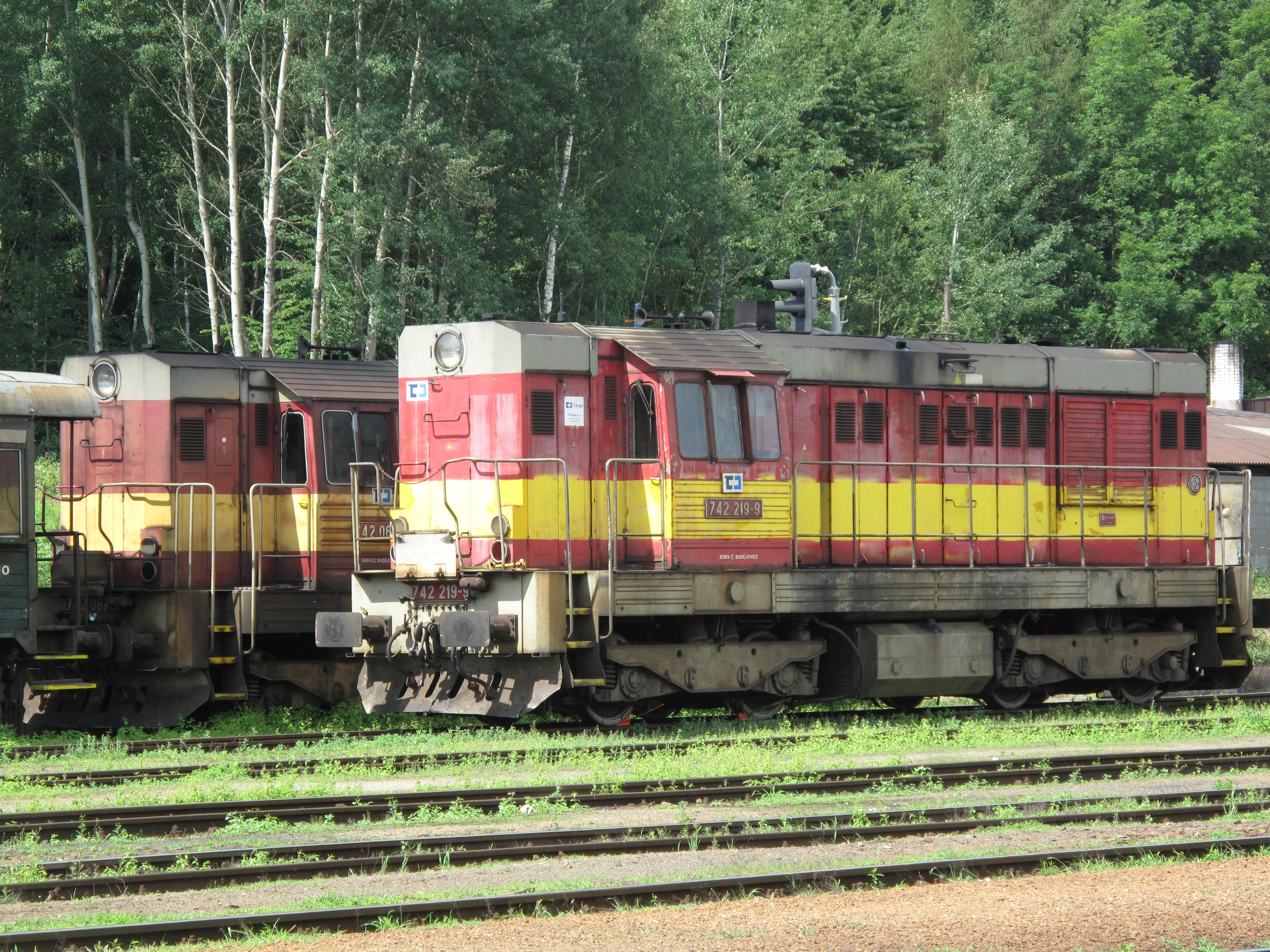
Jeden z klasických nátěrů řady 742 s výstražným žlutým pruhem

Pro pohon je použit rychloběžný stojatý čtyřdobý řadový vodou chlazený vznětový šestiválec ČKD K 6 S 230 DR, převzatý beze změn. Ten poskytuje maximální výkon 883 kW při 1250 ot./min. Volnoběžné otáčky mají hodnotu 510 ot./min. Motor je přeplňován turbodmychadlem, které je poháněno výfukovými plyny, plnicí vzduch je v mezichladiči chlazen vodou tzv. vedlejšího okruhu, stejně jako motorový olej. Ventilový rozvod je OHV. Zdvihový objem motoru činí 64,8 l, vrtání válců je 230 mm, zdvih pístů 260 mm. Jednotlivá dvojkolí jsou poháněna celkem čtyřmi trakčními motory TE 005 E, každý o výkonu 195 kW, napájenými z generátoru TD 805.
Pro možnost použití v traťové službě (především na nákladních vlacích) byl upraven nápravový převod a maximální povolená rychlost lokomotivy zvýšena na 90 km/h. Kvůli tomu řada 742 disponuje nižšími tažnými silami než 740, zato je však univerzálnější. Lokomotivy nejsou vybaveny žádným zařízením pro vytápění vlakové soupravy, přesto jsou příležitostně nasazovány i do osobní dopravy jako náhrada za motorové vozy (především v letním období, kdy není potřeba soupravy vytápět). V 90. letech byly z důvodu nedostatku jiných vhodných hnacích vozidel na některé z nich dosazeny zásuvky pro ovládání dveří a nabíjení baterií přípojných vozů, např. Btax780.

## Provoz

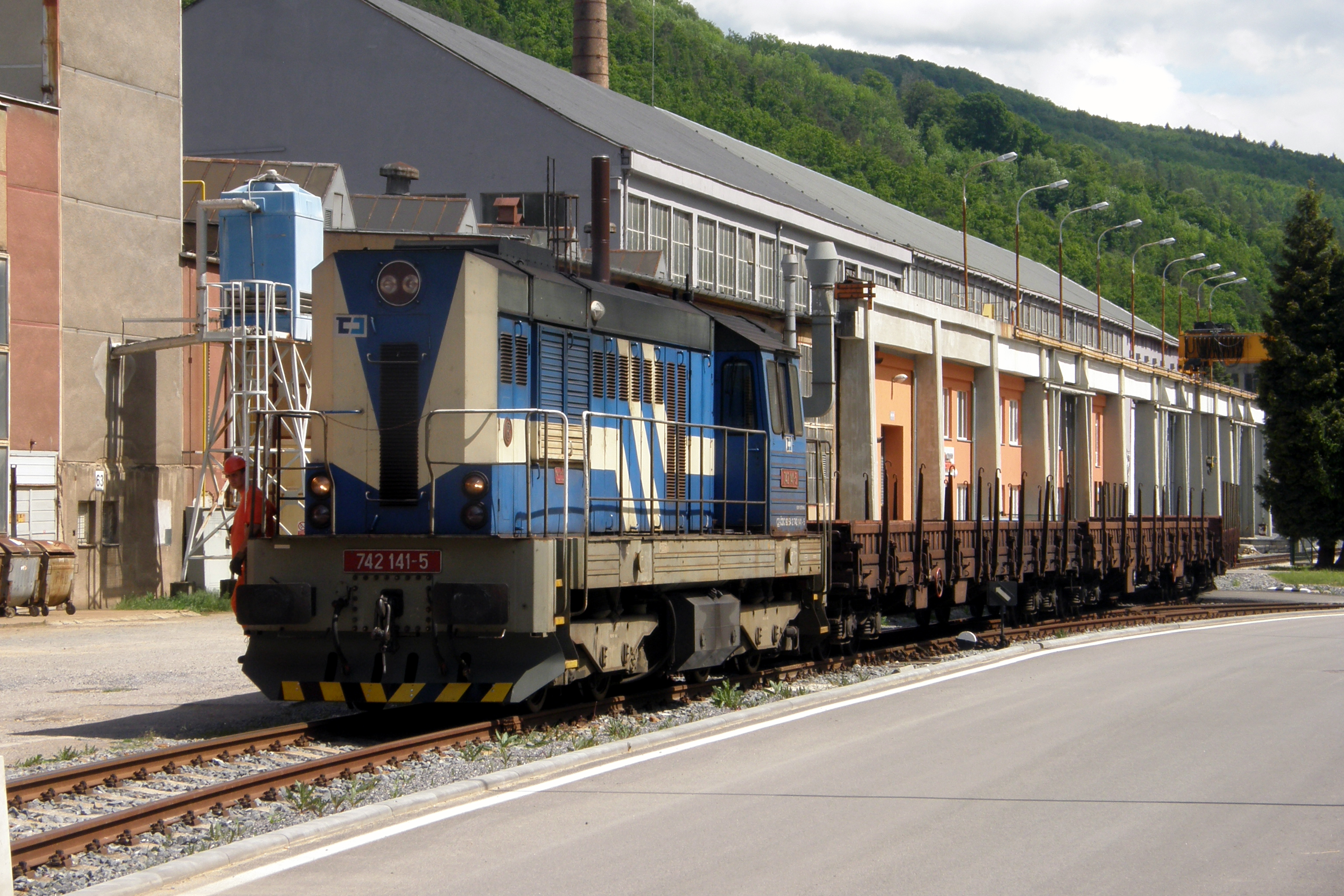
Některé lokomotivy řady 742 se pyšní atypickými barevnými nátěry

Po svém dodání tyto stroje ihned nastoupily na místa původně zamýšlená pro řady T 466.0/1. Nejčastěji byly využívány na staničních zálohách, středně těžkém posunu a dalších výkonech v nákladní dopravě. Jak již bylo zmíněno, velmi brzy bylo zavedeno i dvojčlenné řízení a díky tomu dokázaly tyto lokomotivy často zastoupit mnohem výkonnější těžší stroje. Vzhledem k jejich počtu se rozšířily do téměř všech lokomotivních dep (snad pouze s výjimkou východního Slovenska, kde vládla starší řada 721) a staly se častým koloritem mnoha větších i menších stanic. Díky své nenáročnosti, jednoduché obsluze a spolehlivosti (vycházela z osvědčené řady 740) šlo mezi strojvedoucími o jednu z nejoblíbenějších lokomotiv, byl na ní však kritizován omezený rozhled, daný vysokými kapotami. Tento podnět byl později zohledněn při stavbě řad 730, 731 a dalších. 
V 90. letech došlo ke značnému poklesu výkonů na železnici a zároveň postupovala elektrifikace tratí, což způsobilo nadbytek strojů nezávislé trakce. V této době tím pádem docházelo k hromadnému vyřazování starších nebo méně spolehlivých strojů a snižovaly se stavy strojů s vyšším výkonem, jelikož se jejich provozní potřeba snížila. Lokomotivy 742 se tak rozšířily i do oblastí, kam původně ani nebyly dodány. V současnosti se jedná v České republice o nejpočetnější jednotnou řadu lokomotivy. V posledních letech ale dochází k úbytku provozovaných lokomotiv v souvislosti s klesající potřebou takto velkých motorových lokomotiv především pro posun, a tak ČD i ČD Cargo některé stroje odstavily. Část z nich byla nabídnuta k prodeji soukromým majitelům, několik z nich se tak dostalo i do Saúdské Arábie, kde jezdí na stavbách. Velmi rozšířené jsou i na Slovensku, kde také nahrazují dožívající stroje řady 721 (např. depa Humenné, Čierna nad Tisou nebo Haniska pri Košiciach, kde jezdí i první sériový stroj 742.001).

## Odvozené typy
Pro náhradu dožívajících a nespolehlivých ozubnicových lokomotiv řady 715 na trati Tanvald – Kořenov vznikla myšlenka úpravy stávající řady 742, především dosazením elektrodynamické brzdy, což mělo umožnit čistě adhezní provoz na této strmé trati. Pro rekonstrukci byla vybrána 742.369 z depa Benešov. V roce 1985 zde byla tato lokomotiva testována a velmi dobře obstála. Na základě poznatků ze zkoušek této lokomotivy bylo poté s mírnými úpravami vyrobeno v roce 1987 deset lokomotiv řady 743, vzhledově vycházející z řady 742. Po převzetí osobní dopravy na kořenovské trati motorovými vozy (řady 843, 854 a později 840) byla později část lokomotiv z Tanvaldu předisponována do Českých Budějovic, kde jezdí s nákladními vlaky na Šumavu.[zdroj?]

## Modernizace
Stejně jako sesterská řada 740 se i tyto lokomotivy staly předmětem mnoha modernizací. U soukromých dopravců byly některé stroje remotorizovány použitím nových agregátů, plnících současné emisní normy. Pro zlepšení výhledu jsou také snižovány představky a prováděny další úpravy. V roce 2009 byla v CZ LOKO provedena prototypová modernizace na řadu 742.7. První stroj odebralo ČD Cargo, další vyrobené stroje získali soukromí dopravci. Lokomotivy mají nové hnací agregáty, věžové kabiny, nízké kapoty a maximální rychlost byla zvýšena na 100 km/h pro použití v traťové službě.

## Galerie
- Lokomotiva řady 742 v čele osobního vlaku s vlečnými vozy při odjezdu ze železniční stanice Opava východ.

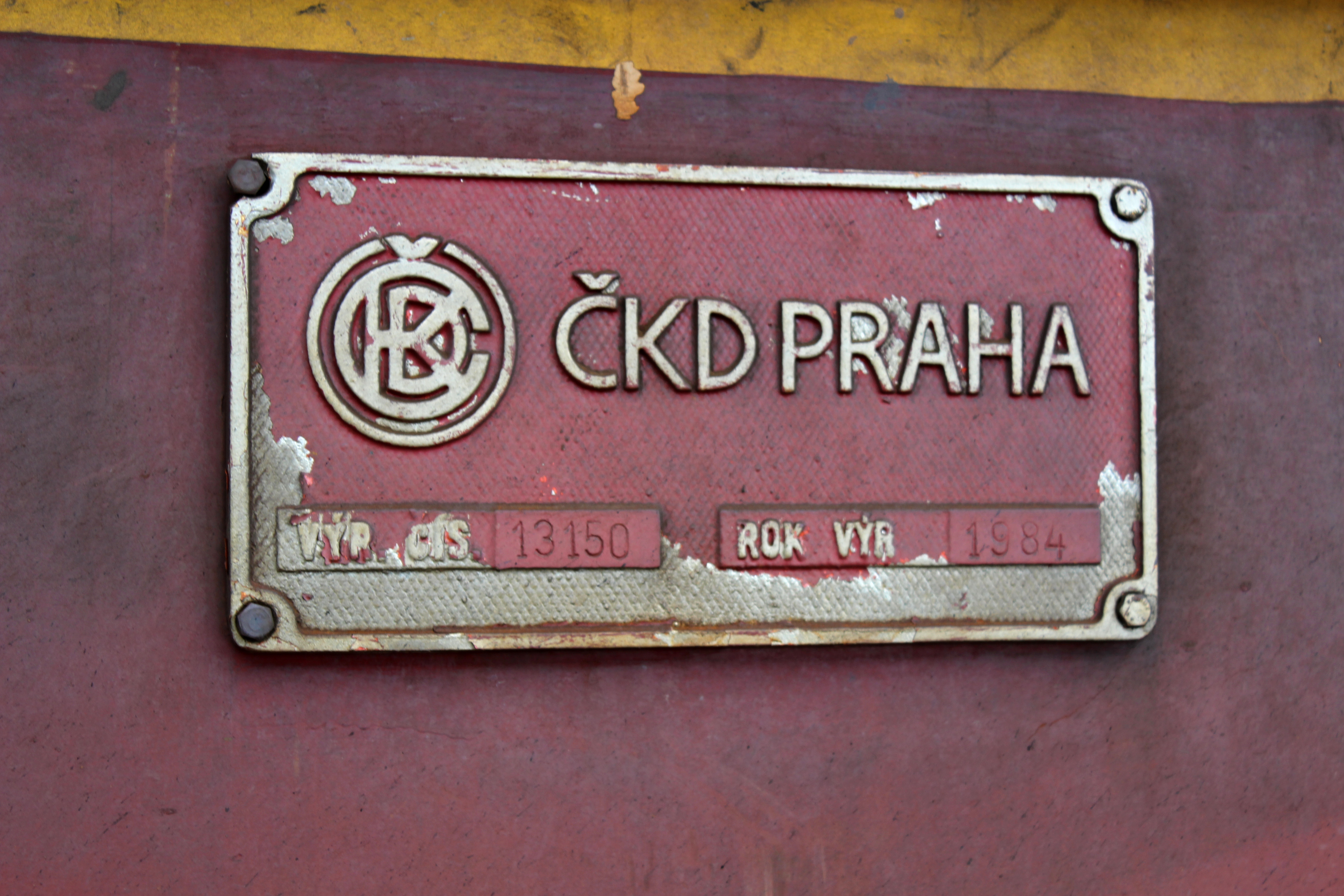
Výrobní štítek lokomotivy 742.382
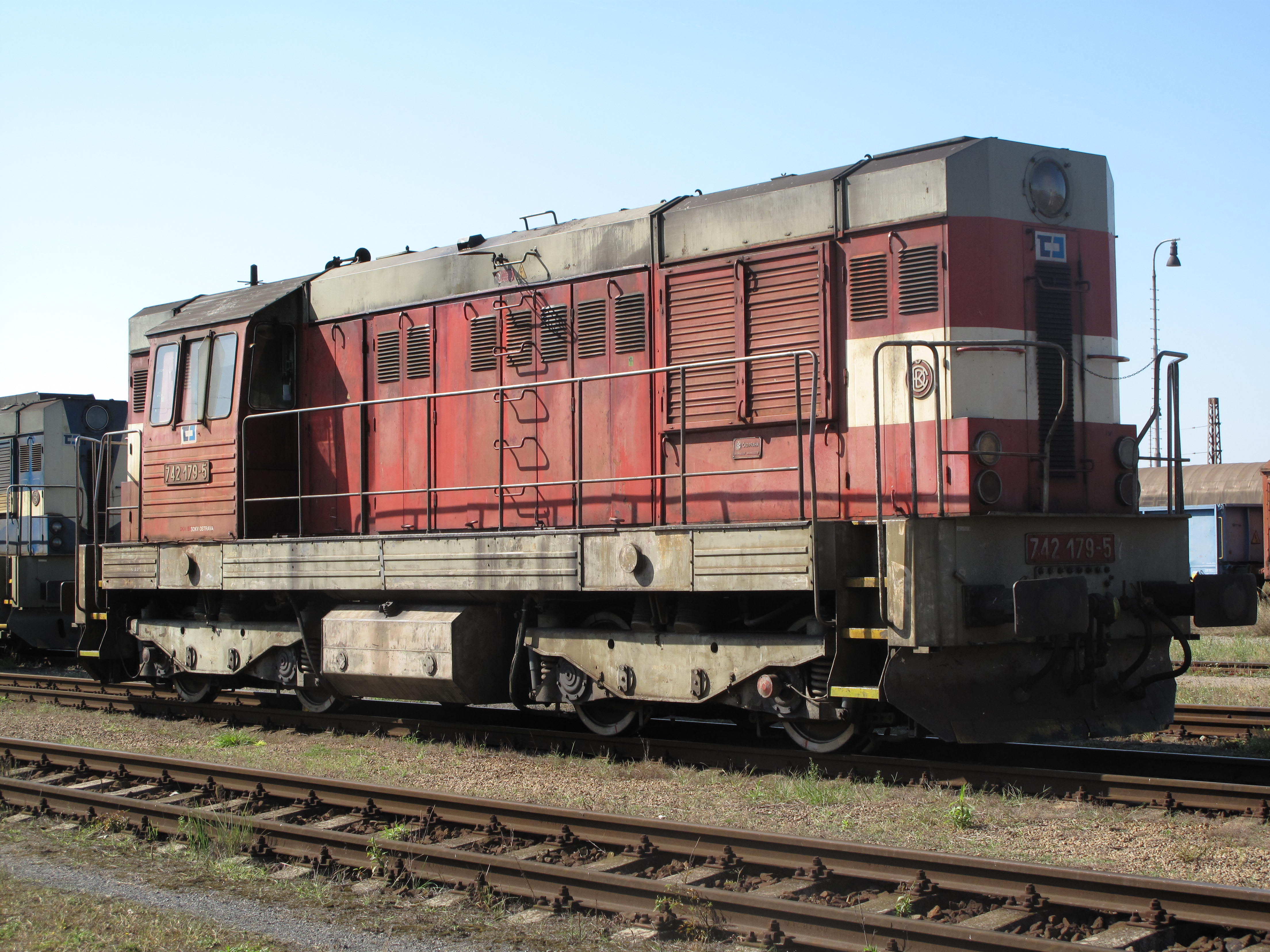
Lokomotiva 742.179 v Brně-Maloměřicích
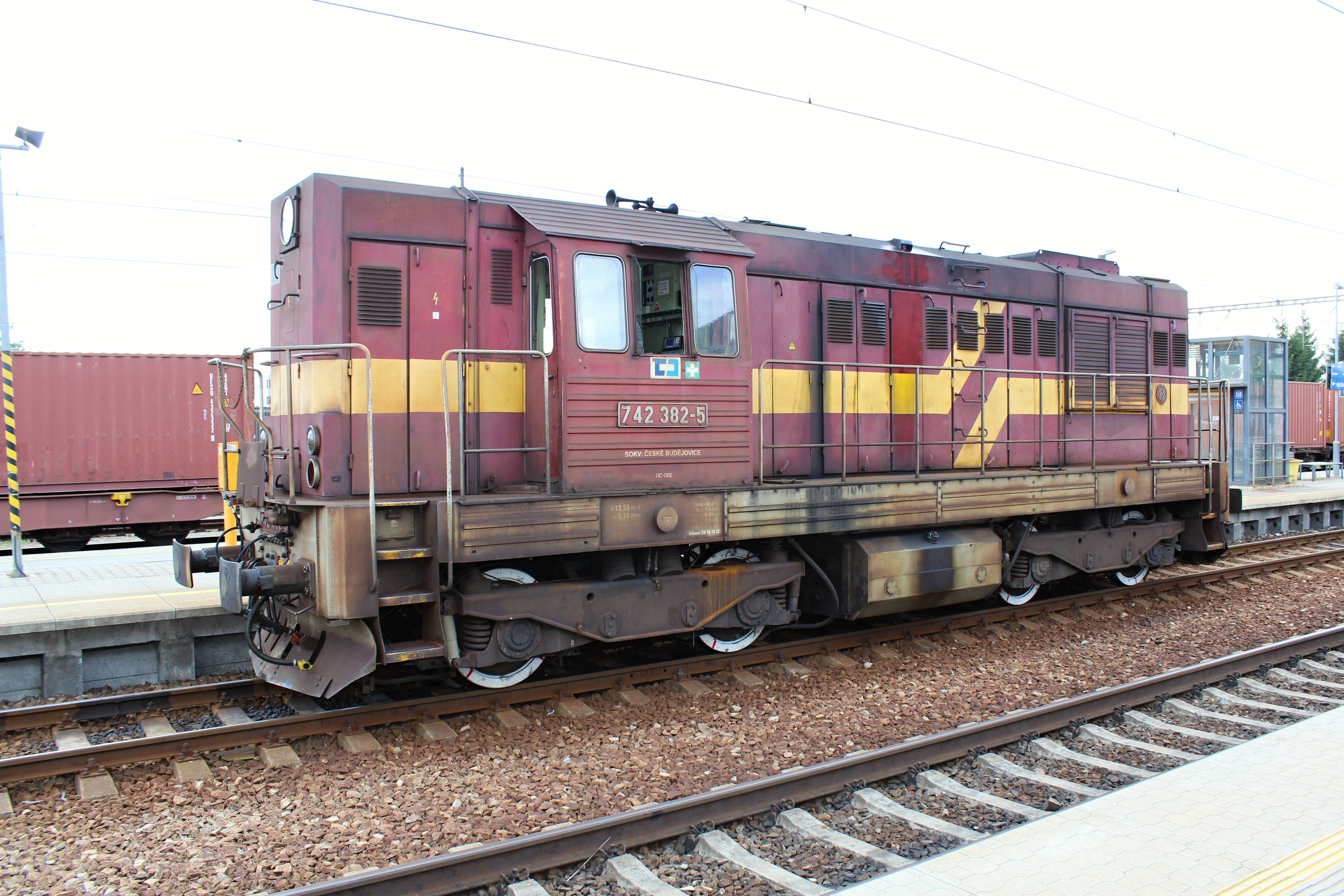
Lokomotiva 742.382 na nádraží Praha-Uhříněves
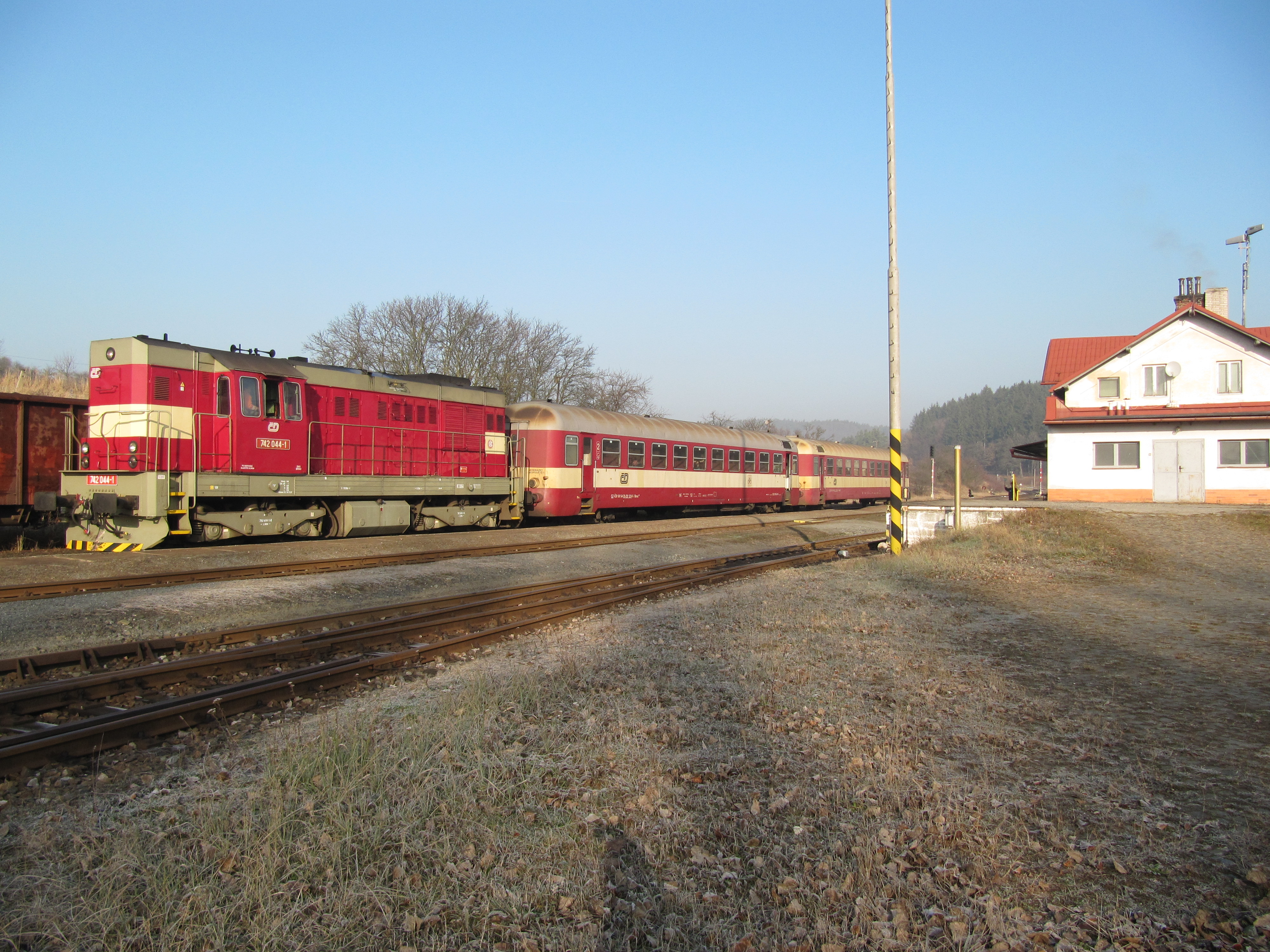
Řadu 742 je možné občas vidět v čele osobních vlaků, přestože nejsou vybaveny žádným zařízením pro jejich vytápění
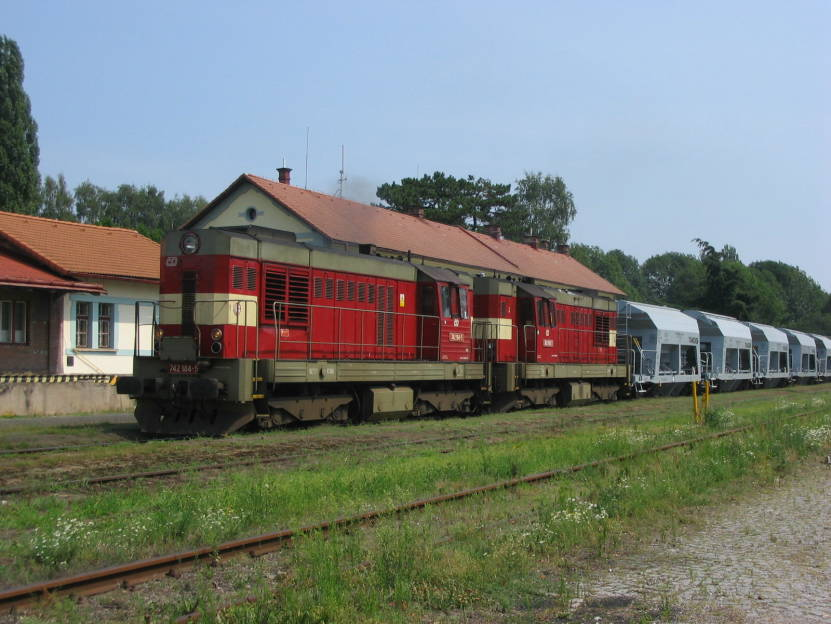
Lokomotivy řady 742 jsou často provozovány spřažené ve dvojicích pro zvýšení tažné síly
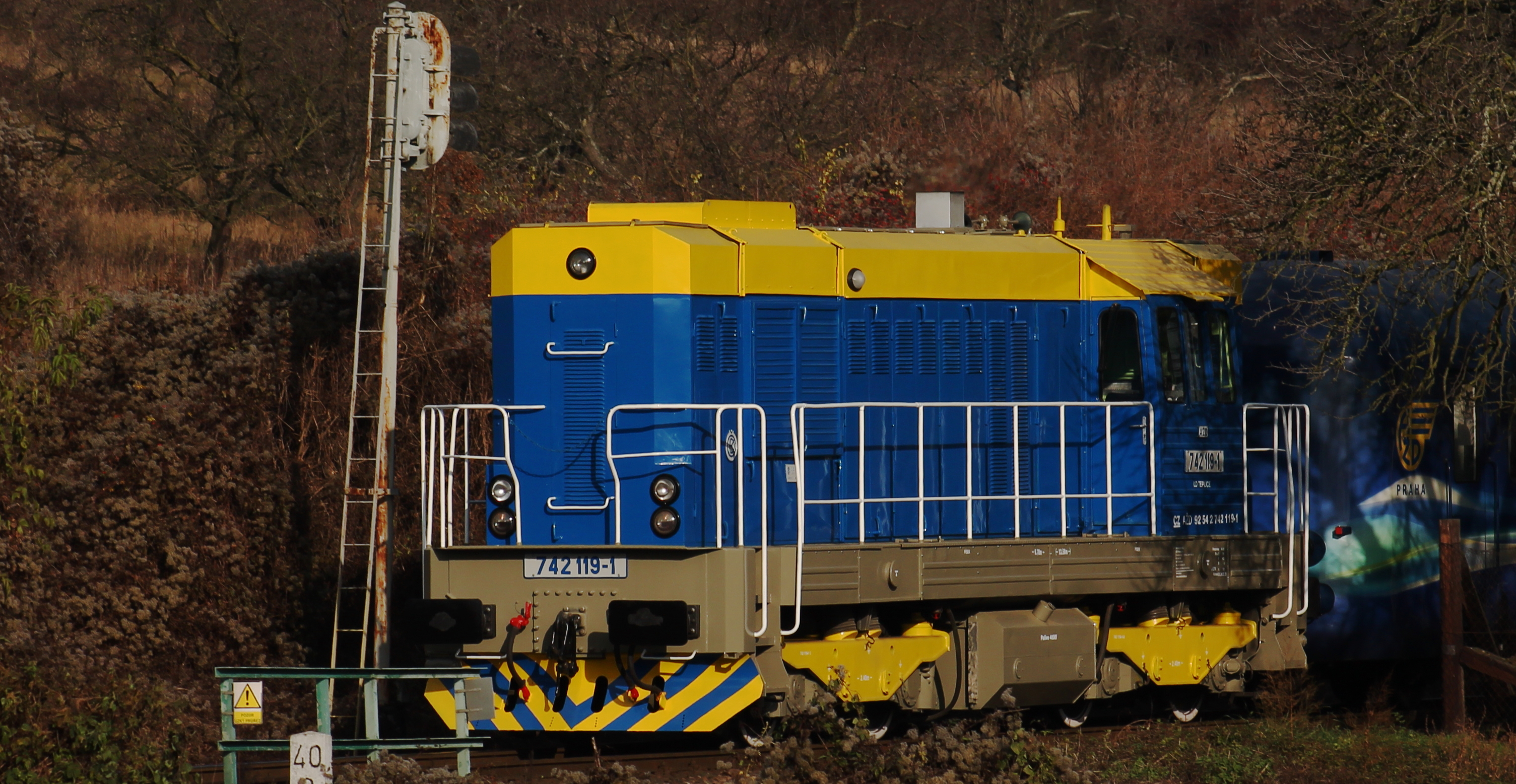
Lokomotiva 742.119 ve službách AŽD Praha
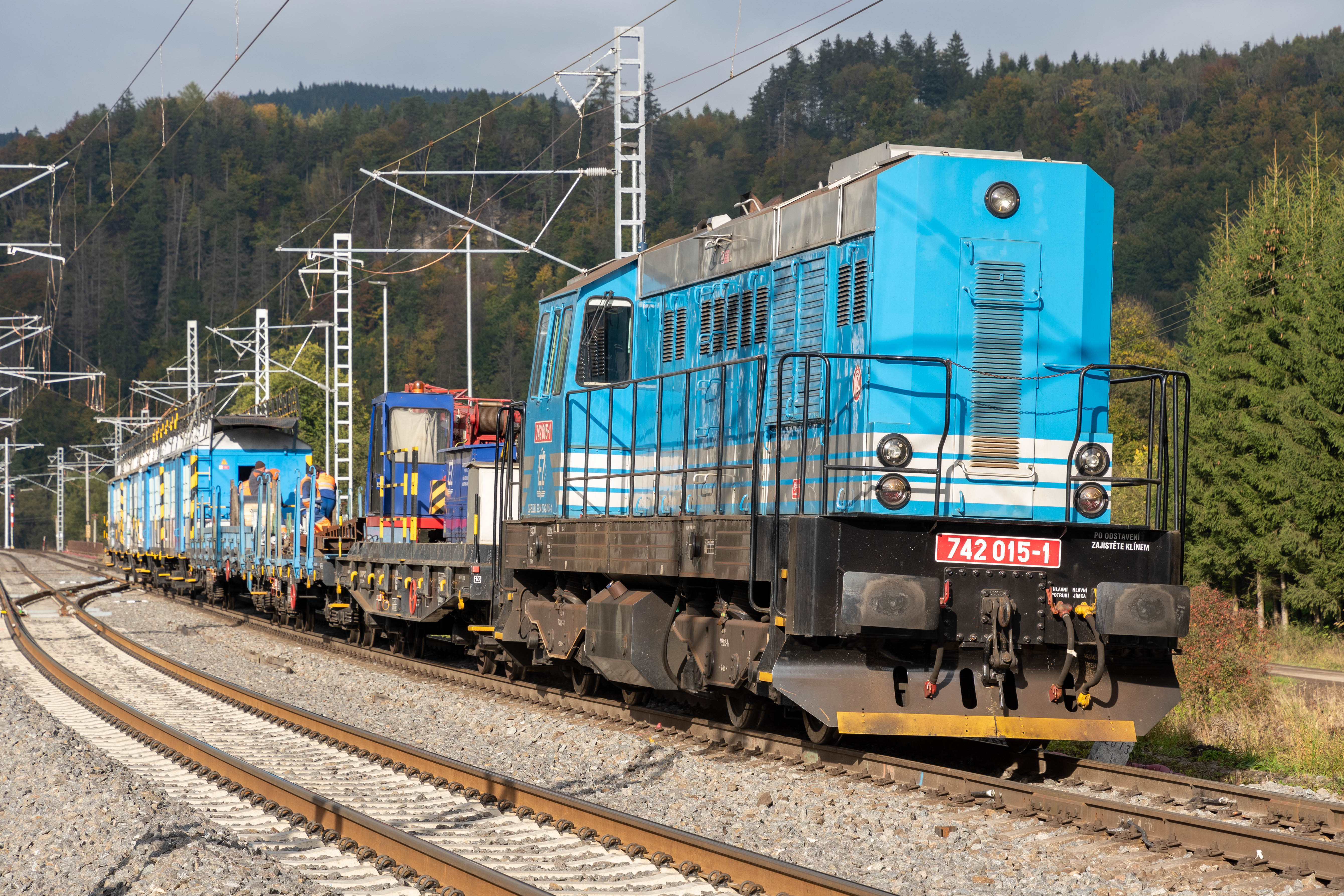
Lokomotiva 742.015 společnosti Elektrizace železnic Praha na pracovním vlaku v odbočce Bezpráví
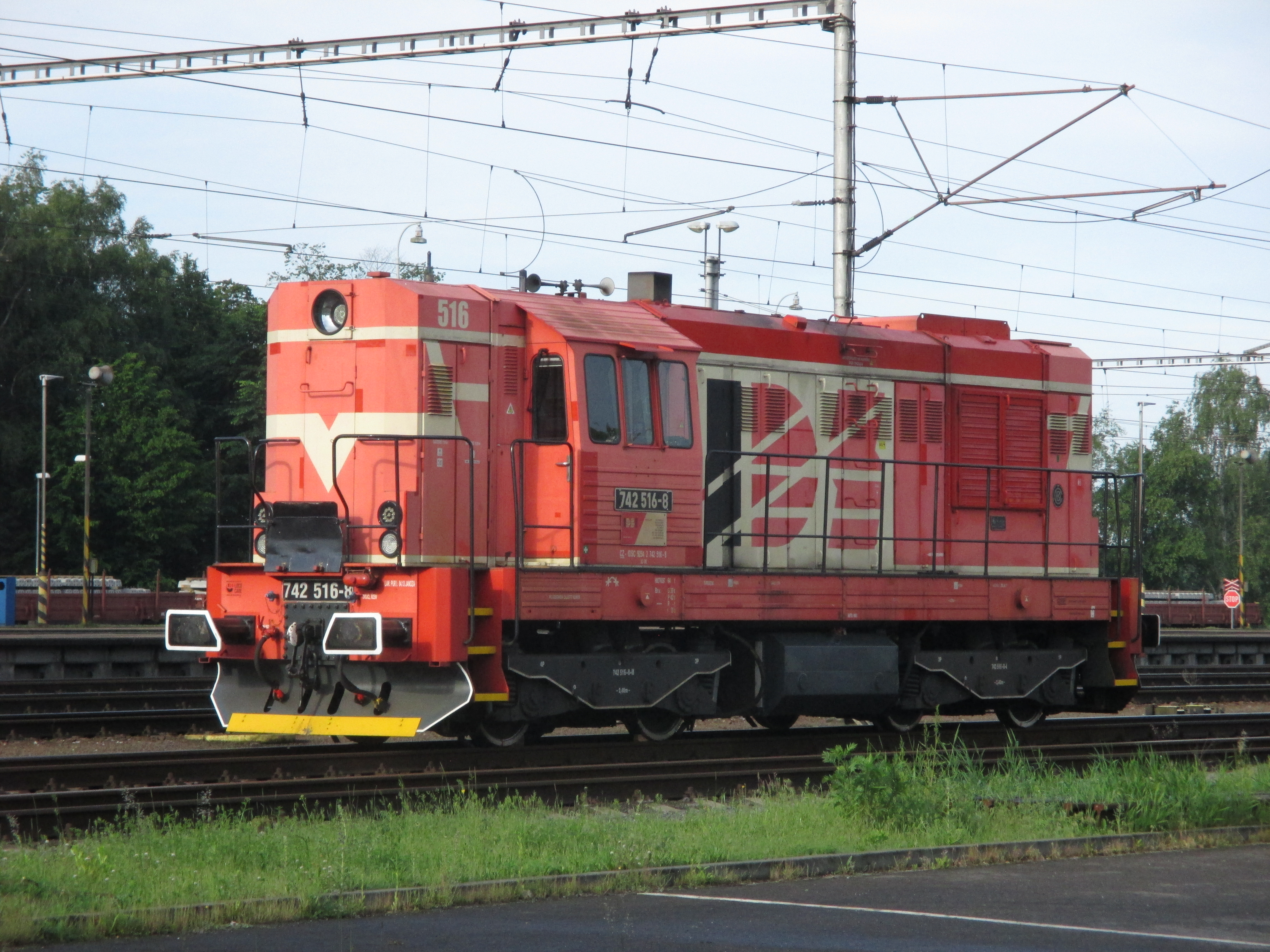
Lokomotiva 742.516-8 na nádraží ve Studénce

## Historické lokomotivy
- 742.103 (České dráhy, depo Veselí nad Moravou)